# Тализін Микола Володимирович
Микола Володимирович Тализін (28 січня 1929, місто Москва — 23 січня 1991, місто Москва) — радянський державний діяч, секретар ЦК КПРС, заступник голови Ради міністрів СРСР, голова Держплану СРСР. Кандидат у члени ЦК КПРС у 1976—1981 роках. Член ЦК КПРС у 1981—1990 роках. Кандидат у члени Політбюро ЦК КПРС з 15 жовтня 1985 по 20 вересня 1989 року. Депутат Верховної Ради СРСР 10—11-го скликань. Доктор технічних наук (1970), професор (1976).

## Життєпис
Народився в родині робітника. Трудову діяльність розпочав у 1944 році. Працював монтером, техніком-конструктором у Москві. 
У 1950—1955 роках — студент Московського електротехнічного інституту зв'язку.
У 1955—1965 роках — інженер, провідний конструктор, старший науковий співробітник, заступник директора Державного науково-дослідного інституту радіо Міністерства зв'язку СРСР.
Член КПРС з 1960 року.
У жовтні 1965 — 1970 року — заступник міністра, у 1970 — вересні 1975 року — 1-й заступник міністра зв'язку СРСР.
3 вересня 1975 — 24 жовтня 1980 року — міністр зв'язку СРСР.
24 жовтня 1980 — 14 жовтня 1985 року — заступник голови Ради міністрів СРСР. Одночасно — постійний представник СРСР в Раді Економічної Взаємодопомоги.
14 жовтня 1985 — 1 жовтня 1988 року — 1-й заступник голови Ради міністрів СРСР. Одночасно 14 жовтня 1985 — 5 лютого 1988 року — голова Державного планового комітету (Держплану) СРСР. У лютому — жовтні 1988 року — голова Бюро Ради міністрів СРСР із соціального розвитку.
1 жовтня 1988 — 7 червня 1989 року — заступник голови Ради міністрів СРСР. Одночасно — постійний представник СРСР в Раді Економічної Взаємодопомоги.
З вересня 1989 року — персональний пенсіонер союзного значення в Москві.
Помер у Москві 23 січня 1991 року. Похований на Новодівочому цвинтарі Москви.

## Нагороди і звання
- орден Леніна
- орден Жовтневої Революції
- орден Трудового Червоного Прапора
- орден Червоної Зірки
- медалі
- дві Державні премії СРСР (1968, 1975)